# Viktorija Golubic
Viktorija Golubic, serb. Викторија Голубић / Viktorija Golubić (ur. 16 października 1992 w Zurychu) – szwajcarska tenisistka serbskiego pochodzenia, srebrna medalistka igrzysk olimpijskich z Tokio (2020) w grze podwójnej.

## Kariera tenisowa
W zawodach cyklu WTA Tour Szwajcarka wygrała jeden turniej w grze pojedynczej z czterech rozegranych finałów, w grze podwójnej natomiast osiągnęła trzy finały. Triumfowała też w trzech turniejach cyklu WTA 125. Na swoim koncie ma wygranych dwanaście turniejów singlowych i piętnaście deblowych rangi ITF.
W lipcu 2010 roku otrzymała dziką kartę do udziału w kwalifikacjach turnieju WTA Tour w Budapeszcie, ale nie dostała się do turnieju głównego, po przegranej z Zuzana Ondráškovą. Rok później ponownie wzięła udział w tych kwalifikacjach, lecz przegrała już w pierwszej rundzie, tym razem z Ludmyłą Kiczenok. Po raz pierwszy w turnieju głównym zagrała w lipcu 2013 roku, w Bad Gastein. Wygrała tam kwalifikacje, a w turnieju głównym dotarła do drugiej rundy, pokonując w pierwszej Kiki Bertens. W tym samym roku zagrała w kwalifikacjach do turnieju wielkoszlemowego US Open, w których dotarła do drugiej rundy.
Wspólnie z Belindą Bencic zdobyła srebrnyy medal igrzysk olimpijskich w Tokio (2020) w deblu. Pojedynek o mistrzostwo przegrały 5:7, 1:6 z Barborą Krejčíkovą i Kateřiną Siniakovą.

## Historia występów wielkoszlemowych
Legenda
     W, wygrany turniej
     F, przegrana w finale
     SF, przegrana w półfinale
     QF, przegrana w ćwierćfinale
     xR, przegrana w x rundzie
     Qx, przegrana w x rundzie kwalifikacji
     A, brak startu
     NH, turniej nie odbył się

### Występy w grze pojedynczej
| Australian Open        | A   | A   | A   | Q2  | Q1  | Q2  | 1R | 1R  | 1R | 1R | 1R  | Q2 | 1R | 1R | 3R  | 1R | 0 / 9  | 2 – 9   |  |  |  |  |  |  |  |  |
| French Open            | A   | A   | A   | A   | Q1  | A   | 2R | 1R  | 1R | 1R | Q1  | 1R | 1R | Q1 | 2R  | 2R | 0 / 8  | 3 – 8   |  |  |  |  |  |  |  |  |
| Wimbledon              | A   | A   | A   | A   | Q1  | A   | Q2 | 2R  | 1R | 3R | NH  | QF | 2R | 2R | 1R  | 1R | 0 / 8  | 9 – 8   |  |  |  |  |  |  |  |  |
| US Open                | A   | A   | A   | A   | Q1  | A   | 1R | 1R  | A  | 1R | 1R  | 1R | 1R | Q2 | 1R  |    | 0 / 7  | 0 – 7   |  |  |  |  |  |  |  |  |
|                        |     |     |     |     |     |     |    |     |    |    |     |    |    |    |     |    |        |         |  |  |  |  |  |  |  |  |
| Ranking na koniec roku | 936 | 564 | 609 | 193 | 227 | 178 | 57 | 128 | 92 | 81 | 137 | 43 | 77 | 84 | 108 |    | 0 / 32 | 14 – 32 |  |  |  |  |  |  |  |  |

### Występy w grze podwójnej
| Australian Open        | A | A   | A   | A   | A   | A   | A   | 3R | 3R  | A   | 2R  | A   | 1R | 3R  | A   | A | 0 / 5  | 7 – 5   |  |  |  |  |  |  |  |  |  |
| French Open            | A | A   | A   | A   | A   | A   | A   | 2R | 2R  | 1R  | A   | 1R  | 2R | A   | A   | A | 0 / 5  | 3 – 4   |  |  |  |  |  |  |  |  |  |
| Wimbledon              | A | A   | A   | A   | A   | A   | Q1  | 1R | 1R  | 2R  | NH  | 2R  | 2R | A   | A   | A | 0 / 5  | 3 – 5   |  |  |  |  |  |  |  |  |  |
| US Open                | A | A   | A   | A   | A   | A   | 2R  | 1R | A   | 3R  | A   | 1R  | A  | A   | 2R  |   | 0 / 5  | 4 – 5   |  |  |  |  |  |  |  |  |  |
|                        |   |     |     |     |     |     |     |    |     |     |     |     |    |     |     |   |        |         |  |  |  |  |  |  |  |  |  |
| Ranking na koniec roku | – | 731 | 410 | 224 | 235 | 130 | 117 | 66 | 101 | 186 | 137 | 146 | 90 | 146 | 416 |   | 0 / 20 | 17 – 19 |  |  |  |  |  |  |  |  |  |

### Występy w grze mieszanej
Viktorija Golubic nigdy nie startowała w rozgrywkach gry mieszanej podczas turniejów wielkoszlemowych.

## Finały turniejów WTA
| Legenda                     | Legenda |
| --------------------------- | ------- |
| Wielki Szlem                |         |
| Igrzyska olimpijskie        |         |
| WTA Tour Championships      |         |
| 2009 – 2020                 |         |
| WTA Premier Mandatory       |         |
| WTA Premier 5               |         |
| WTA Premier                 |         |
| WTA International Series    |         |
| WTA 125K series (2012–2020) |         |
| od 2021                     |         |
| WTA 1000 (obowiązkowe)      |         |
| WTA 1000 (nieobowiązkowe)   |         |
| WTA 500                     |         |
| WTA 250                     |         |
| WTA 125                     |         |

### Gra pojedyncza 5 (2–3)
| Końcowy wynik | Nr | Data                 | Turniej   | Nawierzchnia  | Przeciwniczka      | Wynik finału  |
| ------------- | -- | -------------------- | --------- | ------------- | ------------------ | ------------- |
| Zwyciężczyni  | 1. | 17 lipca 2016        | Gstaad    | Ceglana       | Kiki Bertens       | 4:6, 6:3, 6:4 |
| Finalistka    | 1. | 16 października 2016 | Linz      | Twarda (hala) | Dominika Cibulková | 3:6, 5:7      |
| Finalistka    | 2. | 7 marca 2021         | Lyon      | Twarda (hala) | Clara Tauson       | 3:6, 1:6      |
| Finalistka    | 3. | 21 marca 2021        | Monterrey | Twarda        | Leylah Fernandez   | 1:6, 4:6      |
| Zwyciężczyni  | 2. | 3 listopada 2024     | Nanchang  | Twarda        | Rebecca Šramková   | 6:3, 7:5      |

### Gra podwójna 3 (0–3)
| Końcowy wynik | Nr | Data             | Turniej | Nawierzchnia | Partnerka       | Przeciwniczki                         | Wynik finału      |
| ------------- | -- | ---------------- | ------- | ------------ | --------------- | ------------------------------------- | ----------------- |
| Finalistka    | 1. | 23 lipca 2017    | Gstaad  | Ceglana      | Nina Stojanović | Kiki Bertens Johanna Larsson          | 6:7(4), 6:4, 7–10 |
| Finalistka    | 2. | 1 sierpnia 2021  | Tokio   | Twarda       | Belinda Bencic  | Barbora Krejčíková Kateřina Siniaková | 5:7, 1:6          |
| Finalistka    | 3. | 14 stycznia 2023 | Hobart  | Twarda       | Panna Udvardy   | Kirsten Flipkens Laura Siegemund      | 4:6, 5:7          |

## Finały turniejów WTA 125

### Gra pojedyncza 6 (4–2)
| Końcowy wynik | Nr | Data                 | Turniej      | Nawierzchnia  | Przeciwniczka      | Wynik finału  |
| ------------- | -- | -------------------- | ------------ | ------------- | ------------------ | ------------- |
| Zwyciężczyni  | 1. | 3 marca 2019         | Indian Wells | Twarda        | Jennifer Brady     | 3:6, 7:5, 6:3 |
| Zwyciężczyni  | 2. | 9 maja 2021          | Saint-Malo   | Ceglana       | Jasmine Paolini    | 6:1, 6:3      |
| Finalistka    | 1. | 23 października 2022 | Rouen        | Twarda (hala) | Maryna Zanewśka    | 6:7(6), 1:6   |
| Zwyciężczyni  | 3. | 15 października 2023 | Rouen        | Twarda (hala) | Erika Andriejewa   | 6:4, 6:1      |
| Zwyciężczyni  | 4. | 15 grudnia 2024      | Limoges      | Twarda (hala) | Céline Naef        | 7:5, 6:4      |
| Finalistka    | 2. | 2 lipca 2025         | Warszawa     | Twarda        | Kateřina Siniaková | 1:6, 2:6      |

## Finały turniejów ITF
| turnieje z pulą nagród 100 000 $ (W100)  |
| turnieje z pulą nagród 80 000 $ (W80)    |
| turnieje z pulą nagród 60 000 $ (W75)    |
| turnieje z pulą nagród 40 000 $ (W50)    |
| turnieje z pulą nagród 25/30 000 $ (W35) |
| turnieje z pulą nagród 15 000 $ (W15)    |
| turnieje z pulą nagród 10 000 $          |

### Gra pojedyncza 22 (12–10)
| Rezultat     |     | Data       | Turniej                 | ($)     | Naw.          | Przeciwniczka         | Wynik            |
| Zwyciężczyni | 1.  | 22/05/2011 | Santa Coloma de Farners | 10 000  | Ceglana       | Inés Ferrer Suárez    | 6:3, 6:3         |
| Zwyciężczyni | 2.  | 18/09/2011 | Lleida                  | 10 000  | Ceglana       | Lucía Cervera Vázquez | 6:1, 7:6(5)      |
| Zwyciężczyni | 3.  | 07/04/2013 | Antalya                 | 10 000  | Twarda        | Ellen Allgurin        | 6:4, 6:2         |
| Zwyciężczyni | 4.  | 14/04/2013 | Antalya                 | 10 000  | Twarda        | Katharina Lehnert     | 6:2, 6:3         |
| Zwyciężczyni | 5.  | 08/06/2013 | Brescia                 | 25 000  | Ceglana       | Anastasia Grymalska   | 6:4, 6:4         |
| Finalistka   | 1.  | 30/06/2013 | Stuttgart               | 25 000  | Ceglana       | Laura Siegemund       | 3:6, 6:3, 6:7(4) |
| Finalistka   | 2.  | 26/01/2014 | Sunderland              | 25 000  | Twarda (hala) | An-Sophie Mestach     | 1:6, 4:6         |
| Finalistka   | 3.  | 20/07/2014 | Darmstadt               | 25 000  | Ceglana       | Andreea Mitu          | 2:6, 1:6         |
| Finalistka   | 4.  | 07/09/2014 | Barnstaple              | 25 000  | Twarda (hala) | Carina Witthöft       | 2:6, 4:6         |
| Finalistka   | 5.  | 01/11/2014 | Stambuł                 | 25 000  | Twarda (hala) | Barbora Krejčíková    | 1:6, 4:6         |
| Finalistka   | 6.  | 13/06/2015 | Essen                   | 25 000  | Ceglana       | Pauline Parmentier    | 6:3, 6:7(4), 3:6 |
| Zwyciężczyni | 6.  | 29/08/2015 | Woking                  | 25 000  | Twarda        | Katy Dunne            | 6:4, 6:4         |
| Finalistka   | 7.  | 04/10/2015 | Clermont-Ferrand        | 25 000  | Twarda (hala) | Polina Lejkina        | 6:4, 3:6, 4:6    |
| Zwyciężczyni | 7.  | 08/11/2015 | Waco                    | 50 000  | Twarda        | Nicole Gibbs          | 6:2, 6:1         |
| Finalistka   | 8.  | 16/11/2015 | Scottsdale              | 50 000  | Twarda        | Samantha Crawford     | 3:6, 6:4, 2:6    |
| Zwyciężczyni | 8.  | 09/01/2016 | Hongkong                | 25 000  | Twarda        | Risa Ozaki            | 6:3, 6:3         |
| Finalistka   | 9.  | 03/02/2018 | Burnie                  | 60 000  | Twarda        | Marta Kostiuk         | 4:6, 3:6         |
| Zwyciężczyni | 9.  | 28/10/2018 | Poitiers                | 80 000  | Twarda (hala) | Natalja Wichlancewa   | 3:6, 6:1, 7:5    |
| Finalistka   | 10. | 23/01/2021 | Fudżajra                | 25 000  | Twarda        | Clara Tauson          | 0:6, 6:4, 3:6    |
| Zwyciężczyni | 10. | 14/02/2021 | Grenoble                | 25 000  | Twarda (hala) | Maryna Zanewśka       | 6:1, 4:6, 7:6(2) |
| Zwyciężczyni | 11. | 10/09/2023 | Tokio                   | 100 000 | Twarda        | Wang Xiyu             | 6:4, 3:6, 6:4    |
| Zwyciężczyni | 12. | 22/10/2023 | Shrewsbury              | 100 000 | Twarda (hala) | Amarni Banks          | 6:0, 6:0         |

### Gra podwójna 32 (15–17)
| Rezultat     |     | Data       | Turniej                 | ($)       | Naw.            | Partnerka                 | Przeciwniczki                                    | Wynik             |
| Finalistka   | 1.  | 21/05/2011 | Santa Coloma de Farners | 10 000    | Ceglana         | Nina Zander               | Eva Fernández-Brugués Inés Ferrer Suárez         | 3:6, 7:6(3), 4–10 |
| Finalistka   | 2.  | 18/09/2011 | Lleida                  | 10 000    | Ceglana         | Arabela Fernández Rabener | Yvonne Cavallé Reimers Isabel Rapisarda Calvo    | 2:6, 6:7(5)       |
| Zwyciężczyni | 1.  | 25/11/2011 | La Vall d’Uixó          | 10 000    | Ceglana         | Magdalena Kiszczyńska     | Yvonne Cavallé Reimers Arabela Fernández Rabener | 7:5, 3:6, 10–8    |
| Finalistka   | 3.  | 20/05/2012 | Caserta                 | 25 000    | Ceglana         | Aleksandra Krunić         | Katarzyna Piter Romana Tabaková                  | 2:6, 4:6          |
| Zwyciężczyni | 2.  | 19/01/2013 | Stuttgart               | 10 000    | Twarda (hala)   | Julia Kimmelmann          | Olga Doroszyna Julija Ogarkowa                   | 6:4, 6:1          |
| Zwyciężczyni | 3.  | 26/01/2013 | Kaarst                  | 10 000    | Dywanowa (hala) | Julia Kimmelmann          | Anja Prislan Jasmin Steinherr                    | 6:3, 4:6, 10–5    |
| Finalistka   | 4.  | 16/03/2013 | Bath                    | 15 000    | Twarda (hala)   | Julia Kimmelmann          | Nicola Geuer Lisa Whybourn                       | 3:6, 4:6          |
| Zwyciężczyni | 4.  | 07/04/2013 | Antalya                 | 10 000    | Twarda          | Katharina Lehnert         | Martina Borecká Petra Krejsová                   | 5:7, 6:3, 10–7    |
| Finalistka   | 5.  | 31/05/2013 | Grado                   | 25 000    | Ceglana         | Diāna Marcinkēviča        | Yurika Sema Zhou Yimiao                          | 6:1, 5:7, 7–10    |
| Zwyciężczyni | 5.  | 20/10/2013 | Limoges                 | 50 000    | Twarda (hala)   | Magda Linette             | Nicole Clerico Nikola Fraňková                   | 6:4, 6:4          |
| Zwyciężczyni | 6.  | 04/05/2014 | Wiesbaden               | 25 000    | Ceglana         | Diāna Marcinkēviča        | Julja Gluszko Mandy Minella                      | 6:4, 6:3          |
| Zwyciężczyni | 7.  | 29/06/2014 | Stuttgart               | 25 000    | Ceglana         | Laura Siegemund           | Lesley Kerkhove Arantxa Rus                      | 6:3, 6:3          |
| Zwyciężczyni | 8.  | 20/07/2014 | Darmstadt               | 25 000    | Ceglana         | Nicola Geuer              | Carolin Daniels Laura Schaeder                   | 5:7, 6:2, 10–3    |
| Finalistka   | 6.  | 07/09/2014 | Barnstaple              | 25 000    | Twarda (hala)   | Diāna Marcinkēviča        | Alizé Lim Carina Witthöft                        | 2:6, 1:6          |
| Finalistka   | 7.  | 19/09/2014 | Shrewsbury              | 25 000    | Twarda (hala)   | Nicola Geuer              | Richèl Hogenkamp Lesley Kerkhove                 | 6:2, 5:7, 8–10    |
| Zwyciężczyni | 9.  | 28/02/2015 | Petersburg              | 50 000    | Twarda (hala)   | Alaksandra Sasnowicz      | Stéphanie Foretz Ana Vrljić                      | 6:4, 7:5          |
| Zwyciężczyni | 10. | 02/05/2015 | Wiesbaden               | 25 000    | Ceglana         | Carolin Daniels           | Cindy Burger Weronika Kapszaj                    | 6:4, 4:6, 10–6    |
| Zwyciężczyni | 11. | 29/05/2015 | Grado                   | 25 000    | Ceglana         | Beatriz Haddad Maia       | Sharon Fichman Katarzyna Piter                   | 6:3, 6:2          |
| Zwyciężczyni | 12. | 12/06/2015 | Essen                   | 25 000    | Ceglana         | Nicola Geuer              | Carolin Daniels Antonia Lottner                  | 6:3, 6:3          |
| Finalistka   | 8.  | 23/10/2015 | Joué-lès-Tours          | 50 000    | Twarda (hala)   | Alice Matteucci           | Alexandra Cadanțu Cristina Dinu                  | 5:7, 3:6          |
| Zwyciężczyni | 13. | 31/10/2015 | Macon                   | 50 000    | Twarda          | Jan Abaza                 | Paula Cristina Gonçalves Sanaz Marand            | 7:6(3), 7:5       |
| Finalistka   | 9.  | 16/11/2015 | Scottsdale              | 50 000    | Twarda          | Stephanie Vogt            | Julja Gluszko Rebecca Peterson                   | 6:4, 5:7, 6–10    |
| Zwyciężczyni | 14. | 08/01/2016 | Hongkong                | 25 000    | Twarda          | Stephanie Vogt            | Hsu Ching-wen Emma Laine                         | 6:2, 1:6, 10–4    |
| Finalistka   | 10. | 30/01/2016 | Andrézieux-Bouthéon     | 50 000    | Twarda (hala)   | Xenia Knoll               | Elise Mertens An-Sophie Mestach                  | 4:6, 6:3, 7–10    |
| Finalistka   | 11. | 13/05/2016 | Saint-Gaudens           | 50 000+H  | Ceglana         | Nicola Geuer              | Demi Schuurs Renata Voráčová                     | 1:6, 2:6          |
| Finalistka   | 12. | 30/06/2017 | Southsea                | 100 000+H | Trawiasta       | Ludmyła Kiczenok          | Shūko Aoyama Yang Zhaoxuan                       | 7:6(7), 3:6, 8–10 |
| Finalistka   | 13. | 24/09/2017 | Albuquerque             | 80 000    | Twarda          | Amra Sadiković            | Conny Perrin Tara Moore                          | 3:6, 3:6          |
| Finalistka   | 14. | 01/10/2017 | Templeton               | 60 000    | Twarda          | Amra Sadiković            | Kaitlyn Christian Giuliana Olmos                 | 5:7, 3:6          |
| Finalistka   | 15. | 28/10/2018 | Poitiers                | 80 000    | Twarda (hala)   | Arantxa Rus               | Anna Blinkowa Aleksandra Panowa                  | 1:6, 1:6          |
| Finalistka   | 16. | 13/09/2020 | Saint-Malo              | 60 000+H  | Ceglana         | Magdalena Fręch           | Paula Kania Katarzyna Piter                      | 2:6, 4:6          |
| Zwyciężczyni | 15. | 23/01/2021 | Fudżajra                | 25 000    | Twarda          | Çağla Büyükakçay          | Liang En-shuo You Xiaodi                         | 5:7, 6:4, 10–4    |
| Finalistka   | 17. | 20/02/2021 | Altenkirchen            | 25 000    | Dywanowa (hala) | Ylena In-Albon            | Paula Kania-Choduń Julia Wachaczyk               | 6:7(5), 4:6       |

## Występy w igrzyskach olimpijskich

### Gra pojedyncza
| Runda                                                                       | Przeciwniczka                         | Wynik    |
| --------------------------------------------------------------------------- | ------------------------------------- | -------- |
|                                                                             |                                       |          |
| Letnie Igrzyska Olimpijskie w Tokio 2020, reprezentując państwo Szwajcaria  |                                       |          |
| I runda                                                                     | Kolumbia: Camila Osorio               | 6:4, 6:1 |
| II runda                                                                    | Japonia: Naomi Ōsaka [2]              | 3:6, 2:6 |
|                                                                             |                                       |          |
| Letnie Igrzyska Olimpijskie w Paryżu 2024, reprezentując państwo Szwajcaria |                                       |          |
| I runda                                                                     | Stany Zjednoczone: Jessica Pegula [5] | 3:6, 4:6 |

### Gra podwójna
| Runda                                                                      | Partnerka      | Przeciwniczki                                       | Wynik             |
| -------------------------------------------------------------------------- | -------------- | --------------------------------------------------- | ----------------- |
|                                                                            |                |                                                     |                   |
| Letnie Igrzyska Olimpijskie w Tokio 2020, reprezentując państwo Szwajcaria |                |                                                     |                   |
| I runda                                                                    | Belinda Bencic | Japonia: Shūko Aoyama / Ena Shibahara [2]           | 6:4, 6:7(5), 10–5 |
| II runda                                                                   | Belinda Bencic | Hiszpania: Garbiñe Muguruza / Carla Suárez Navarro  | 3:6, 6:1, 11–9    |
| Ćwierćfinał                                                                | Belinda Bencic | Australia: Ellen Perez / Samantha Stosur            | 6:4, 6:4          |
| Półfinał                                                                   | Belinda Bencic | Brazylia: Laura Pigossi / Luisa Stefani             | 7:5, 6:3          |
| O złoty medal                                                              | Belinda Bencic | Czechy: Barbora Krejčíková / Kateřina Siniaková [1] | 5:7, 1:6          |